# David Rabinowitch
David Rabinowitch (né le 6 mars 1943 à Toronto) est un plasticien canadien
internationalement reconnu, principalement pour sa sculpture,.
Rabinowitch est né à Toronto en Ontario, et est le frère jumeau du sculpteur Royden Rabinowitch. Il a été promu membre de l'Académie royale des arts du Canada.
Au cours des années 1990, il a réalisé l'aménagement liturgique moderne de la cathédrale Notre-Dame-du-Bourg de Digne-les-Bains en France : vitraux, incrustations au sol, objets liturgiques.
De fin 2010 à début 2011, la galerie de Peter Blum Gallery a exposé Birth of Romanticism: New Works on Paper.

## Galerie

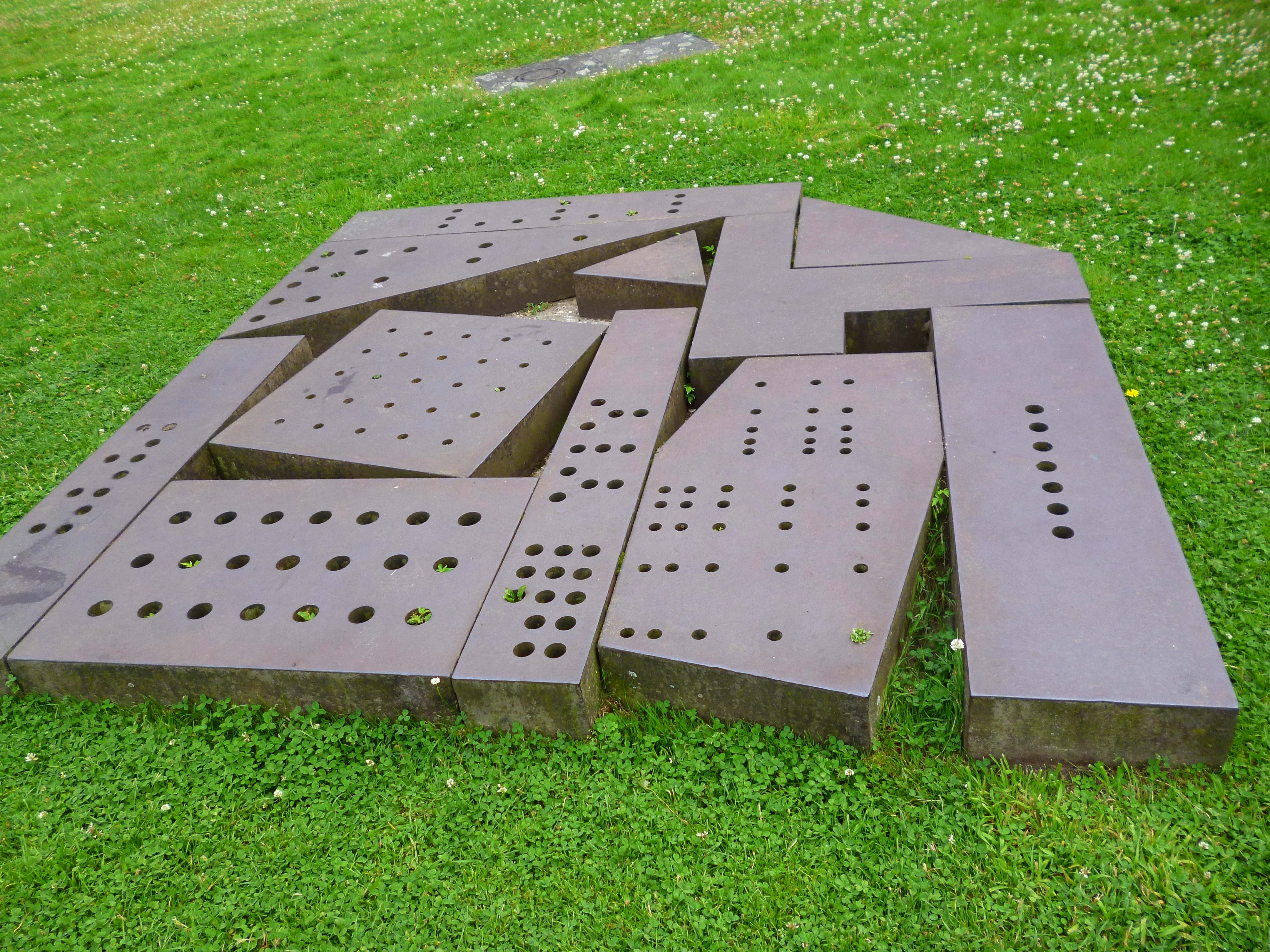
Metrical (romanesque) construction, 1982
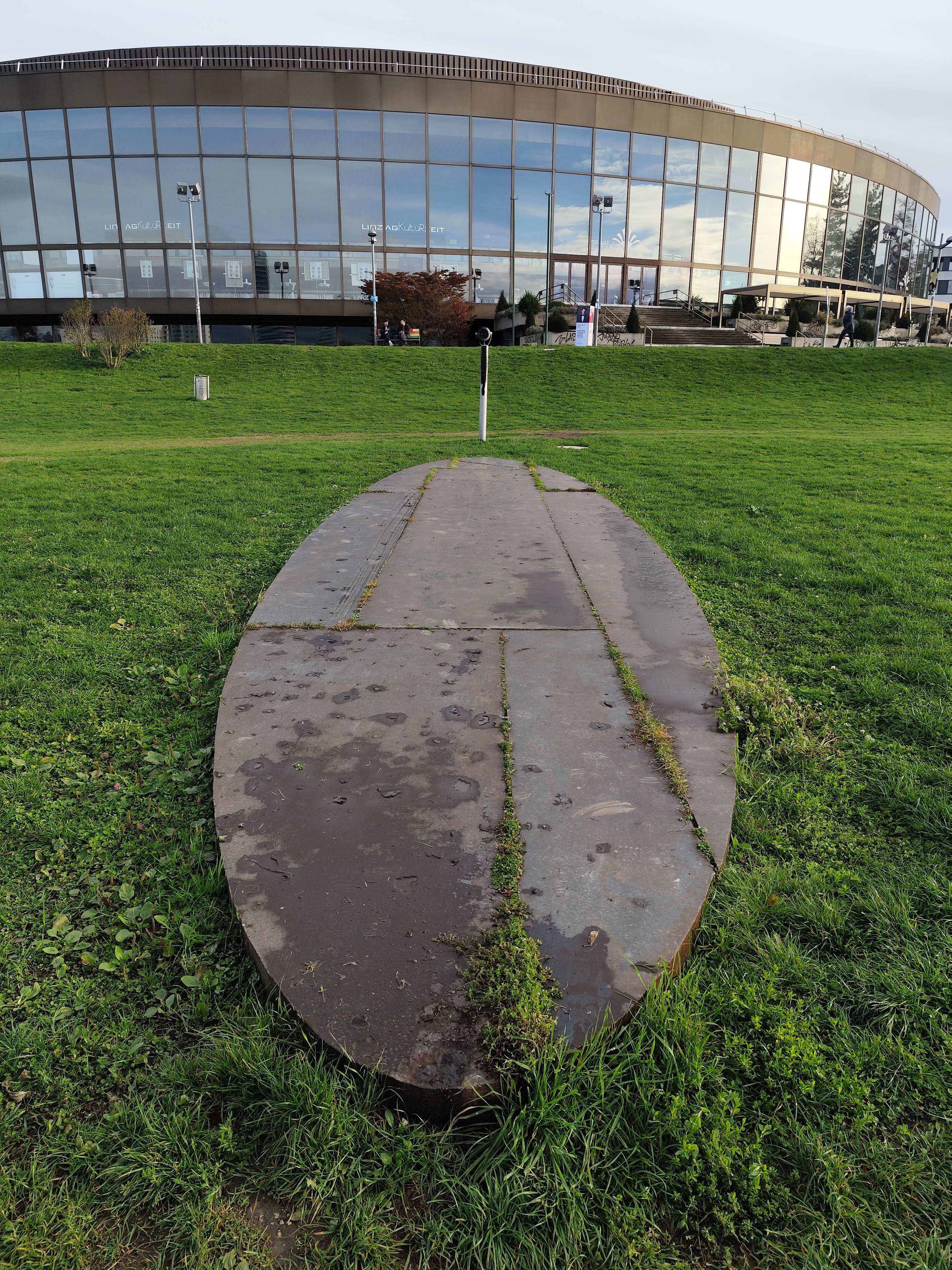
Elliptical Plane, 1977
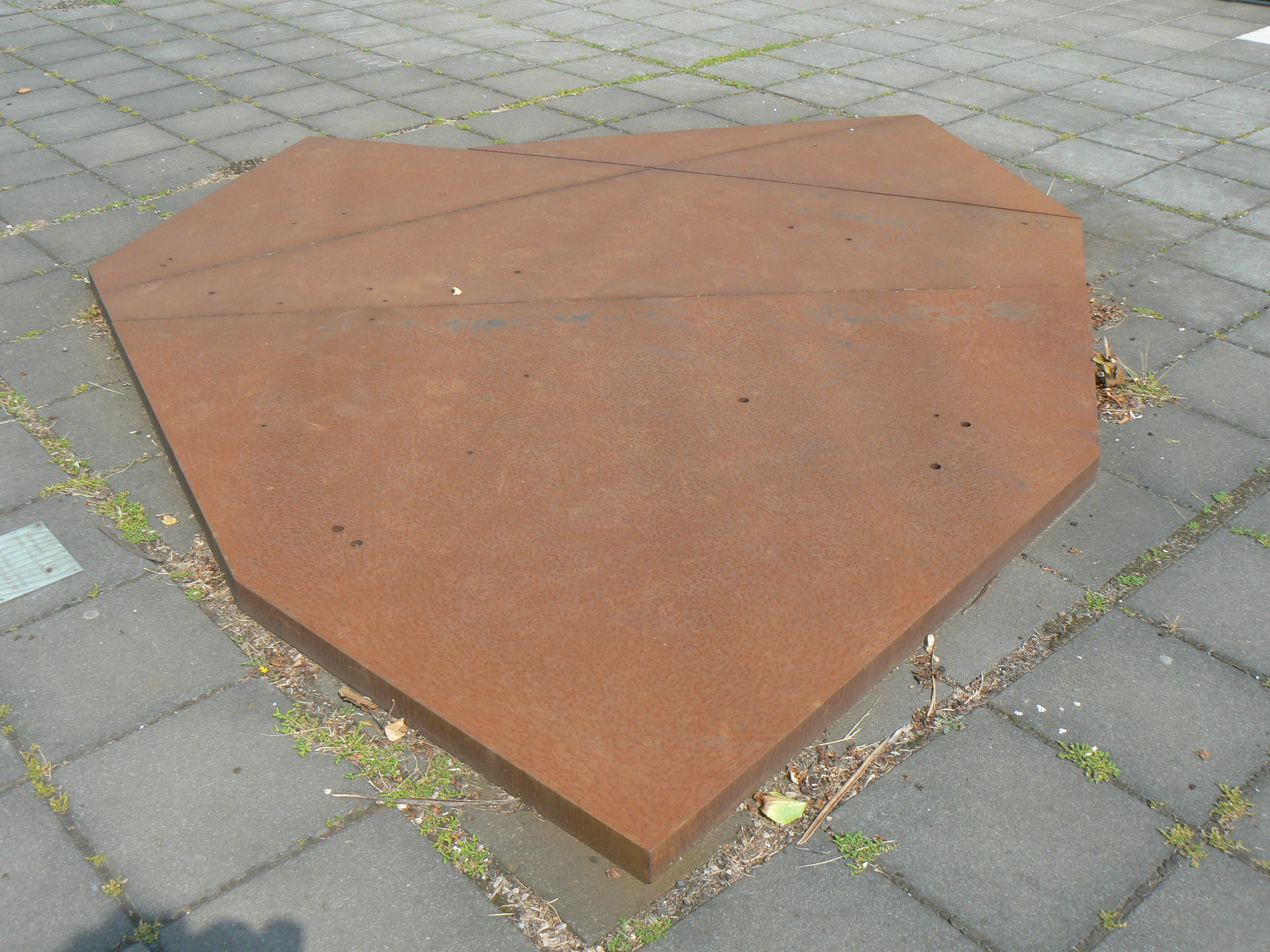
Metrical (Romanesque) Construction in 5 Masses and 2 Scales (1973/1991), Duisburg
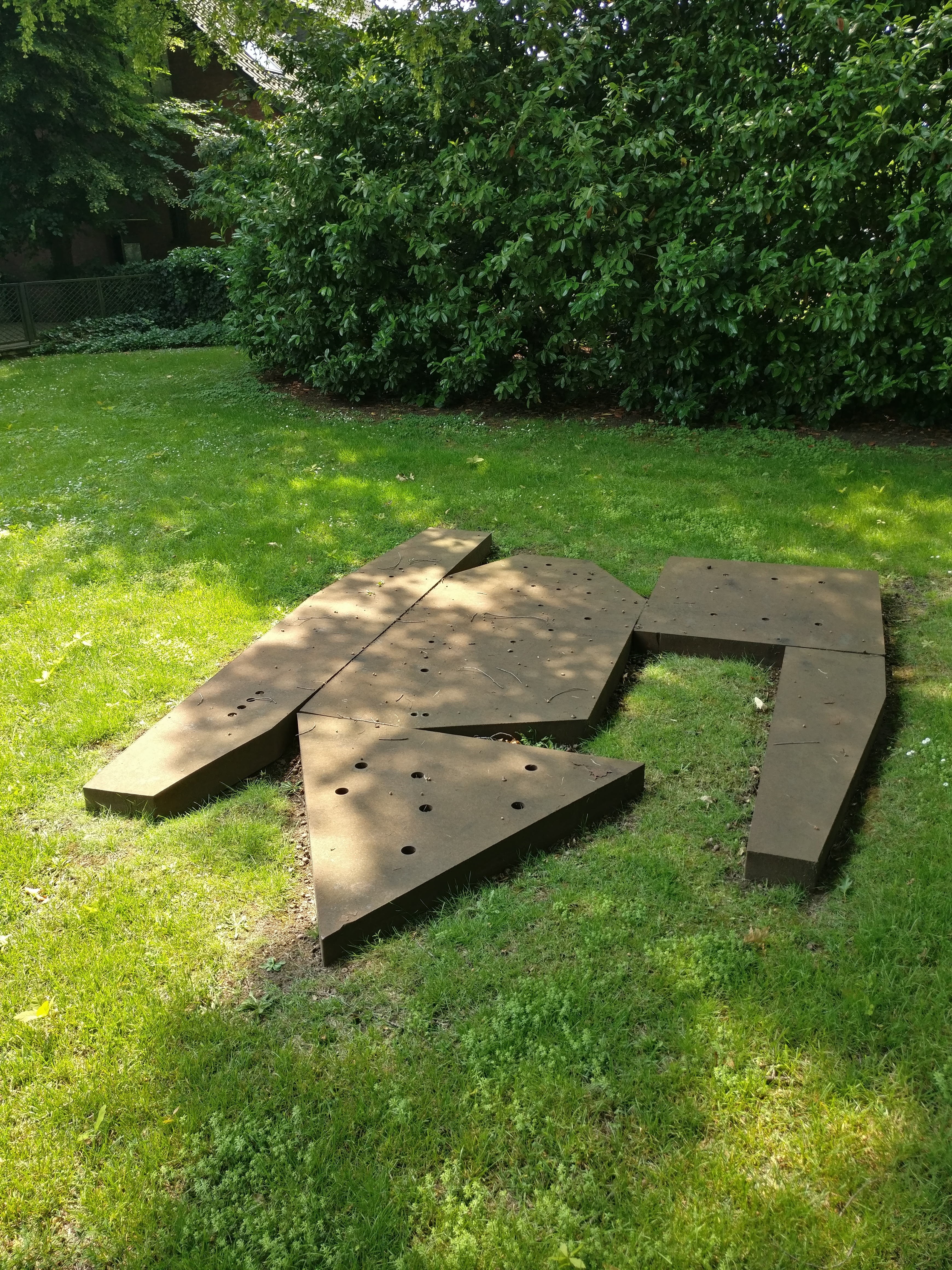
Metrical (Romanesque) Construction in 5 Masses and 2 Scales VI, Krefeld